# Банк даних
Ба́нк да́них – функціонально-організаційна складова в автоматизованих системах керування та інформаційно-обчислювальних системах, яка здійснює централізоване інформаційне забезпечення колективу користувачів, або сукупності задач, які розв'язуються в системі.
Банк даних розглядають як інформаційно-довідкову систему, основним призначенням якої є
- накопичення та підтримка в робочому стані сукупності відомостей, які складають інформаційну базу всієї автоматизованої системи або деякого набору задач, які в ній розв'язуються; видача потрібних задачі або користувачу даних;
- забезпечення колективного доступу до інформації, яка в ній зберігається;
- забезпечення необхідного керування використанням відомостей, які містяться в інформаційній базі.

Основні принципи реалізації банків даних враховують специфіку банків даних як інформаційно довідкової системи.  Ця специфіка визначається характером інформації, що зберігається (яка, зазвичай, складається із масивів відомостей фактичного характеру), певною обмеженістю вимог до реалізації довідкової функції та необхідністю здійснювати регулювання доступу до інформації та захист її цілісності та секретності при обслуговуванні різнорідного контингенту користувачів.
Ефективна організація функціонування банку даних передбачає здійснення доступу абонентів до інформації, автоматичну підтримку каталогу даних, що зберігаються та параметрів їхньої поточної організації, аналіз процесу функціонування банку даних, а також організацію інформаційної бази згідно зі змінами параметрів потоку вимог до видачі інформації.
Використання банків даних в автоматизованих системах керування є наслідком комплексування та інтеграції функцій керування та обробки, застосування принципів єдності інформаційної бази в побудові системи, автоматичного ведення масивів та разового введення інформації в систему.

## Приклад
Банк даних із кадрових питань може містити дані про робочі місця, їх використання, резерв керівників, неповнолітніх, працівників передпенсійного віку та інші дані про персонал.